# Brug (turntoestel)

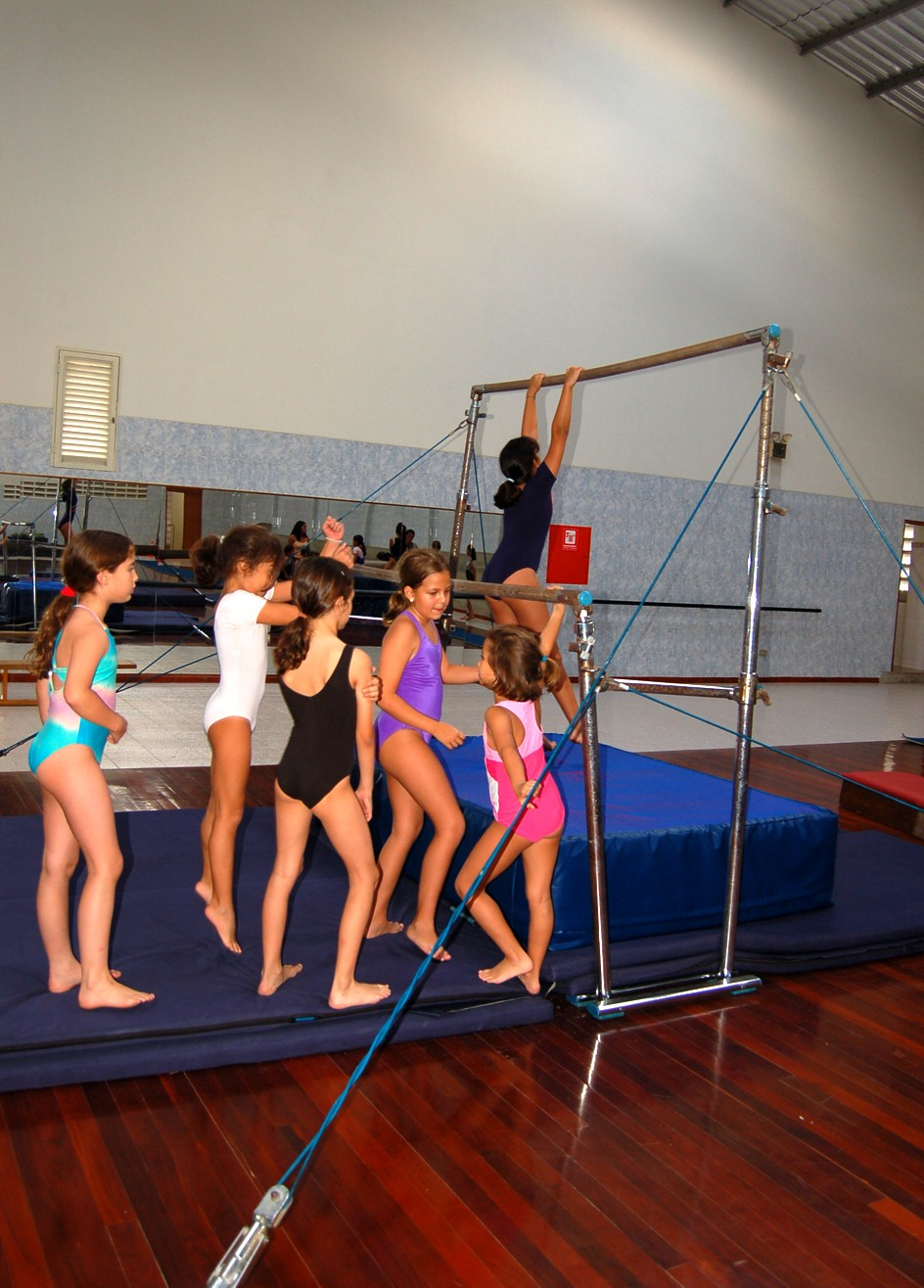
Kinderen in de rij voor een brug ongelijk

De brug is een turntoestel en turndiscipline. De mannen turnen op een brug met twee leggers op gelijke hoogte, de vrouwen op een brug met twee leggers op verschillende hoogte. De leggers die meestal tijdens de training worden gebruikt zijn van hout, soms versterkt met een stalen kern. De nieuwste brugleggers worden gemaakt van fiberglas. 

## Herenbrug

### Toestel
De herenbrug of brug met gelijke leggers bestaat uit twee parallelle, in hoogte verstelbare leggers die op dezelfde hoogte staan. De leggers zijn 3,5m lang en staan afgesteld op 42 tot 52 cm van elkaar. In het herenturnen wordt de hoogte van de leggers zodanig gekozen dat ook bij verschillende zwaaivormen de voeten de grond niet kunnen raken.

### Discipline
Op de herenbrug kunnen verschillende soorten elementen worden geturnd, zoals
- zwaaien (steunzwaai)
- kiepen
- statische elementen (handstand)
- lengte- en breedteasdraaien
- vluchtelementen
- afsprongen

Op internationale westrijden zijn enkele elementen verplicht, zoals een statische houding, of een element dat start vanuit steun op de bovenarmen.

### Wedstrijden
De score bestaat uit de optelsom van de moeilijkheid en de uitvoering: de D-score en de E-score (difficulty en execution). De moeilijkheidsgraad van de elementen ligt vast. Specifieke zaken die bij de herenbrug voor puntenaftrek zorgen zijn het verzetten van de handen bij een handstand (dus niet meteen goed staan), of het ongecontroleerd uitvoeren van zwaaien.

## Damesbrug

### Toestel
De damesbrug of brug met ongelijke leggers heeft twee parallelle, in hoogte verstelbare leggers die elk op een verschillende hoogte staan. De lage legger is 146 cm tot 196 cm hoog en de hoge legger is 226 cm tot 276 cm hoog. De breedte kan versteld worden (traploos van 110 cm tot 180 cm, diagonaal gemeten).

### Discipline
Op de damesbrug kunnen verschillende soorten elementen worden geturnd, zoals
- zwaaien (zoals reuzenzwaai)
- draaien (zoals buikdraai, zolendraai)
- kiepen
- beenzwaaibewegingen (zoals ophurken en tegenspreiden)
- vluchtelementen
- afsprongen

Op de lagere niveaus van het turnen worden vooral de draaien geturnd, zoals de buikdraai (het geheel gestrekt met de buik tegen de ligger ronddraaien). Op de hoge niveaus worden steeds meer elementen zwaai- en vluchtelementen geturnd zoals heren ook aan rek turnen. Een voorbeeld van een zwaai-element is de reuzenzwaai, waarbij de turnster geheel gestrekt rond de ligger draait. Bij vluchtelementen 'vliegt' de turnster over de legger, zoals bij een paksalto, waarbij de turnster de legger loslaat, in de vluchtfase een salto maakt en de andere legger weer beetpakt. Een veel voorkomende afsprong is de salto.

### Wedstrijden
Net zoals bij herenbrug bestaat de score uit de optelsom van de moeilijkheid en de uitvoering: de D-score en de E-score (difficulty en execution). De moeilijkheidsgraad van de elementen ligt vast. De uitvoering wordt beoordeeld op basis van vorm, hoogte, 'extra' zwaaien, het raken van de lage legger met de voeten, of vallen. 

## Geschiedenis
De herenbrug is uitgevonden door Friedrich Ludwig Jahn in Berlijn in het begin van de 19e eeuw. Aanvankelijk was het een toestel om op te trainen, zoals een fitness-toestel, maar binnen enkele jaren werd het een zelfstandige discipline.
De damesbrug evolueerde uit de herenbrug, aanvankelijk waren de leggers dus op gelijke hoogte en dichter bij elkaar. Vanaf de jaren 60 en 70 werden toestellen met verstelbare leggers ontwikkeld, maar de leggers stonden nog veel dichter bij elkaar dan nu. Pas vanaf de jaren 80 kreeg de discipline zijn huidige vorm: de afstand tussen de leggers werd groter, zodat de salto's moeilijker en ingewikkelder werden.
Bij de damesbrug was het tot 1985 voor de trainer niet toegestaan om zich tijdens de totale oefening op de turnvloer te begeven om de turnster bij een mislukt oefeningsonderdeel eventueel op te kunnen vangen. Echter na een ernstig turnongeval in 1985 tijdens de wereldkampioenschappen in Montreal, waarbij de Amerikaanse turnster Jennifer Sey tijdens de oefening haar bovenbeen brak, heeft de Fédération Internationale de Gymnastique (FIG) de reglementen aangepast.